# Buellia subaethalea
Buellia subaethalea är en lavart som beskrevs av B. de Lesd. Buellia subaethalea ingår i släktet Buellia och familjen Physciaceae.   Inga underarter finns listade i Catalogue of Life.